# Innocence & Instinct
Innocence & Instinct är ett musikalbum från 2009 av den amerikanska kristna musikgruppen Red.

## Låtlista
1. “Fight Inside”
2. “Death of Me”
3. “Mystery of You”
4. “Start Again”
5. “Never Be The Same”
6. “Confession (What’s Inside My Head)”
7. “Shadows”
8. “Ordinary World” (Duran Duran cover)
9. “Out From Under”
10. “Take It All Away”